# ليباس (برنامج)
ليباس (بالإنجليزية: Libass)‏ مكتبة برمجة لتصيير ملفات الترجمة الفيديوية من نوع سب ستيشن ألفا (SSA) أو أدفانسد سب ستيشن ألفا (ASS) إلى صورة جاهزة من نوع بت ماب لتوضع فوق الفيديو المقصود للترجمة. تستخدم المكتبة مكتبة فري تايب لتصيير الترجمة إلى صور بت ماب، وتستخدم مكتبة فري بيدي لدعم النصوص اليمينية، وتستخدم مكتبة حرف بز للاستفادة من تلميحات التصيير من الخطوط التي تدعم أوبن تايب.